# Entomogramma pseudopardalis
Entomogramma pseudopardalis är en fjärilsart som beskrevs av Embrik Strand 1914. Entomogramma pseudopardalis ingår i släktet Entomogramma och familjen nattflyn. Inga underarter finns listade i Catalogue of Life.